# Michal Novotný (fyzioterapeut)
Michal Novotný (* 1974) je český fyzioterapeut a kondiční trenér.

## Vzdělání
Michal Novotný vystudoval strojírenskou průmyslovku, poté odešel do Španělska, kde se živil jako automechanik. Později vystudoval fyzioterapii na FTVS a získal doktorát z osteopatie ve Španělsku, kde začal svou kariéru ošetřováním fotbalistů.

## Pracovní život
Dlouhá léta působil jako fyzioterapeut pro tenisovou organizaci ATP, kde se staral o špičkové hráče, jako jsou Rafael Nadal, Roger Federer, Tomáš Berdych nebo Andre Agassi. Vedle tenistů spolupracoval také s fotbalisty týmů Real Madrid, AC Milán a Sparta Praha. V posledních letech pracoval také s hollywoodskými herci, jako jsou Chris Hemsworth, Orlando Bloom či Keanu Reeves.
Působí také jako lektor na Evropské univerzitě v Madridu a dalších prestižních institucích, kde se podílí na vzdělávání budoucích fyzioterapeutů.
V současnosti působí jako nezávislý fyzioterapeut a provozuje vlastní praxi, kde se zaměřuje na klienty s vysokými nároky na tělesnou kondici a regeneraci.

## Soukromý život
V roce 2002 utrpěl vážný úraz při kiteboardingu na Tenerife, kdy po pádu z výšky deseti metrů utrpěl vážná zranění, včetně otevřených zlomenin a dočasné ztráty citlivosti rukou. V rámci rehabilitace využíval inovativní metody inovativní metody, jako bylo rozpoznávání textur písku a smirkového papíru, čímž citlivost v rukou nejen obnovil, ale dokonce zvýšil, což pozitivně ovlivnilo jeho práci fyzioterapeuta.
Je otcem pěti dětí. S rodinou střídavě pobývá na Tenerife a v Praze.

## Dílo
- NOVOTNÝ, Michal. Sport je bolest. 1. vyd. Praha: Jan Melvil, 2023. 368 s. ISBN 978-80-7555-202-0.
- LIŠKOVÁ, Karolína; NOVOTNÝ, Michal. Tajemství zdravého pohybu. Vyšehrad, 2024. 312 s. ISBN 978-80-267-3017-0.